# Roadrunner Racing

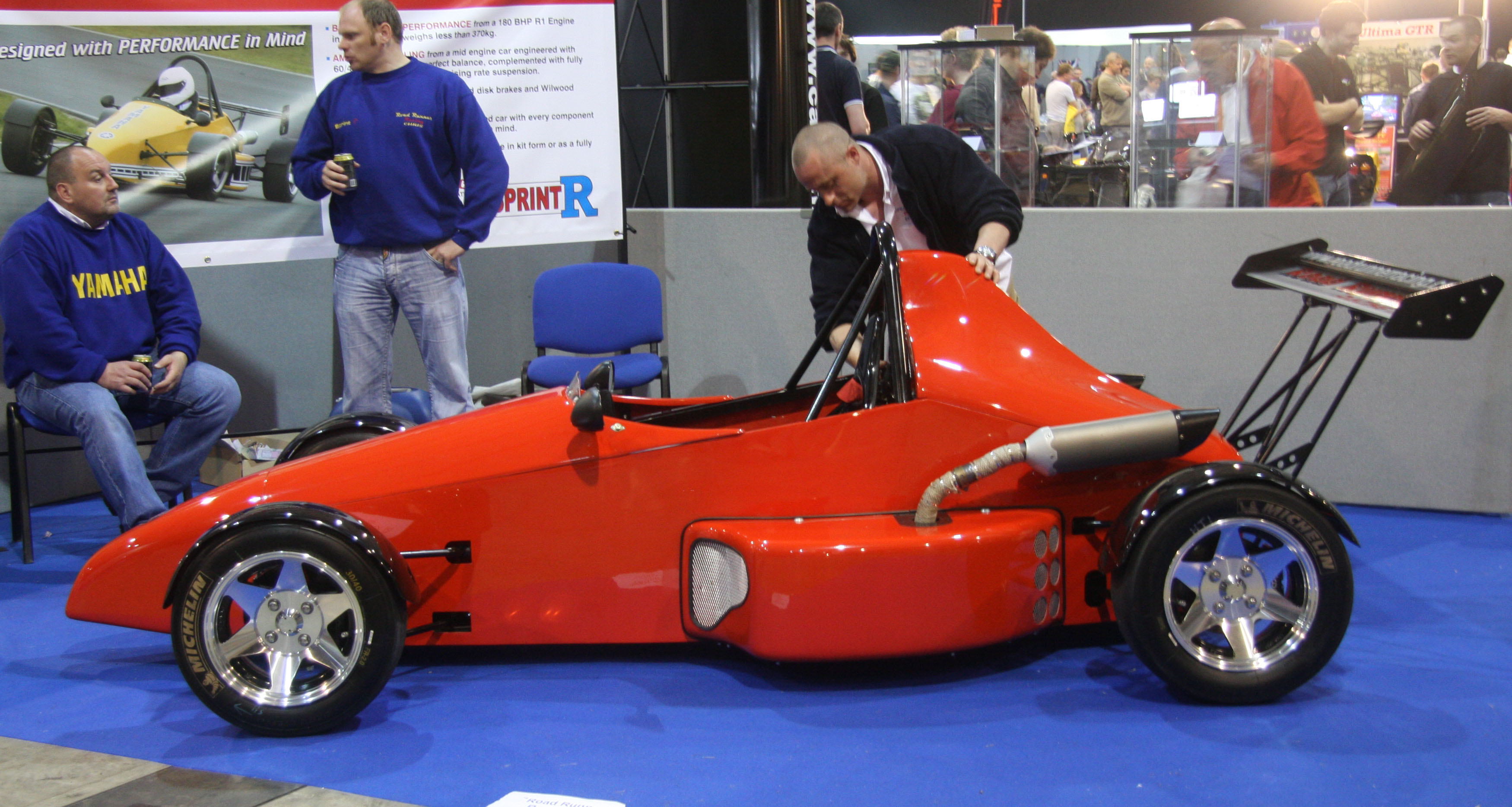
Sprint R

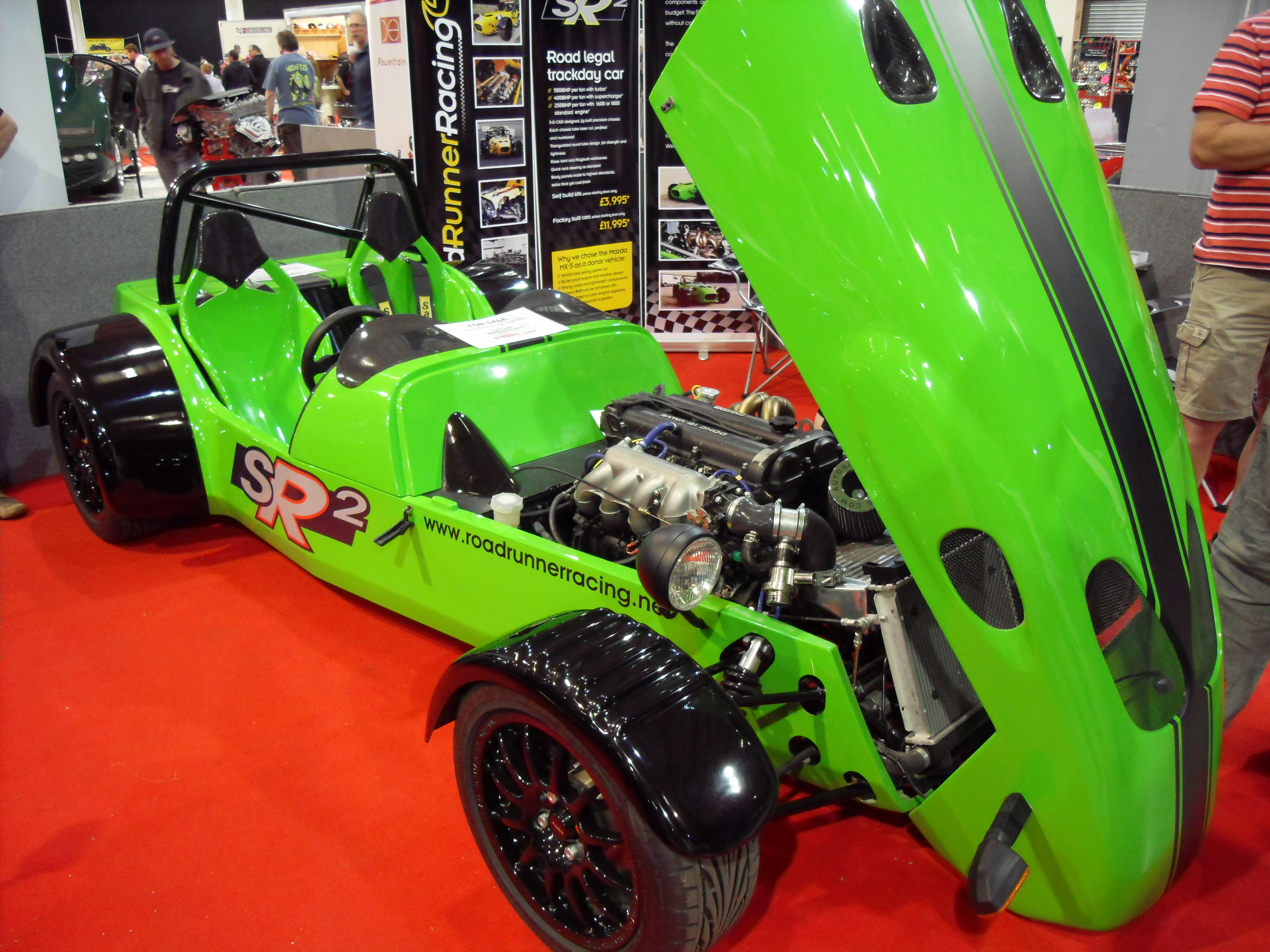
SR 2

Roadrunner Racing Limited ist ein britischer Hersteller von Automobilen.

## Unternehmensgeschichte
Kevin Hickling gründete am 19. Oktober 2007 das Unternehmen in Rotherham in der Grafschaft South Yorkshire. Debra Linda Hickling-Smith war ebenfalls im Unternehmen tätig. Sie begannen mit der Produktion von Automobilen und Kits. Der Markenname lautet Roadrunner. Am 12. Januar 2010 wurden sie durch den neuen Direktoren Stephen Holland abgelöst. Er gab seinen Posten am 19. Dezember 2010 an Michael Longstaff ab. Nick Wallis und Philip Lewis Clark wurden am 1. Januar 2011 weitere Direktoren. Am 28. Juni 2011 zog das Unternehmen nach Brough in East Riding of Yorkshire. Clark gab seinen Posten am 18. Oktober 2012 auf.
Insgesamt entstanden bisher etwa 36 Exemplare.

## Fahrzeuge
Das erste Modell war der Sprint in den Ausführungen R und SR-1. Dieses Modell wurde 2007 von MK Sportscars übernommen. Es war ein offener einsitziger Formel-Rennwagen, allerdings mit Straßenzulassung. Ein Motorradmotor von der Yamaha R 1 trieb die Fahrzeuge an. Dieses Modell fand bis 2009 etwa 20 Käufer.
Seit 2010 gibt es den SR 2. Dies ist ein zweisitziger Roadster im Stil des Lotus Seven. Der Motor stammt vom Mazda MX-5. Von diesem Modell entstanden bisher etwa 16 Fahrzeuge.
Das Unternehmen selbst nennt zusätzlich noch den LM 1, einen Rennsportwagen, der nur als Fertigfahrzeug erhältlich ist.